# Берлинская богема
Берлинская богема (нем. Berlin Bohème) — немецкий сериал о жизни берлинской богемы, представляющий собой смесь «мыльной оперы» и драматического сериала, где каждая серия посвящена определённой законченной истории.

## Сюжет
Главные персонажи сериала — берлинская богема — интеллигенция, художники, деятели искусства. Основной чертой сериала является то, что главными персонажами сериала являются геи и лесбиянки. В сериале поднимаются вопросы каминг-аута, двойной жизни скрытых геев, гомофобии и др.

## В главных ролях
- Тима Божественная — Клу
- Райнер Хиллебрехт — Хольгер
- Фолькер Вальдшмидт — Ахим
- Кристиан Кауфманн — Рубен
- Соня Мартин — Марина
- Маркус Лахман — Эдгар
- Ханна Рубинрот — Лилиана
- Александер Хаугг — Оливер
- Томас Гёрш — Грегор

## Трансляция сериала
Сериал не транслировался центральными телеканалами. Однако его можно было видеть на различных региональных каналах. Также сериал имеется в продаже на DVD и доступен по интернет-телевидению.